# Hunter-nektármadár
A Hunter-nektármadár (Chalcomitra hunteri) a madarak (Aves) osztályának verébalakúak (Passeriformes) rendjébe, ezen belül a nektármadárfélék (Nectariniidae) családjába tartozó faj.

## Rendszerezése
A fajt George Ernest Shelley angol ornitológus írta le 1889-ben, a Cinnyris nembe Cinnyris hunteri néven. Sorolták a Nectarinia nembe Nectarinia hunteri néven is.

## Előfordulása
Kelet-Afrikában, Dél-Szudán, Etiópia, Kenya, Szomália, Szudán, Tanzánia és Uganda területén honos. 
Természetes élőhelyei a szubtrópusi vagy trópusi füves puszták, cserjések és szavannák. Állandó, nem vonuló faj.

## Megjelenése
Testhossza 14 centiméter, testtömege 10–14 gramm. A nemek tollazata különbözik.
|  |

## Életmódja
Nektárral, kisebb rovarokkal és gyümölcspéppel táplálkozik.

## Természetvédelmi helyzete
Az elterjedési területe rendkívül nagy, egyedszáma pedig stabil. A Természetvédelmi Világszövetség Vörös listáján nem fenyegetett fajként szerepel.